# Tüzes halkapó
A tüzes halkapó (Halcyon coromanda) a madarak osztályának szalakótaalakúak (Coraciiformes) rendjébe és a jégmadárfélék (Alcedinidae) családjába tartozó faj.

## Rendszerezése
A fajt John Latham angol ornitológus írta le 1790-ban, az Alcedo nembe Alcedo coromanda néven.

## Alfajai
- Halcyon coromanda bangsi (Oberholser, 1915)
- Halcyon coromanda claudiae Hubbard & duPont, 1974
- Halcyon coromanda coromanda (Latham, 1790)
- Halcyon coromanda linae Hubbard & duPont, 1974
- Halcyon coromanda major (Temminck & Schlegel, 1848)
- Halcyon coromanda minor (Temminck & Schlegel, 1848)
- Halcyon coromanda mizorhina (Oberholser, 1915)
- Halcyon coromanda pelingensis Neumann, 1939
- Halcyon coromanda rufa Wallace, 1863
- Halcyon coromanda sulana Mees, 1970[2]

## Előfordulása
Dél- és Délkelet-Ázsiában, Banglades, Bhután, Brunei, Dél-Korea, Észak-Korea, a Fülöp-szigetek, Kambodzsa, Kína, India, Indonézia, Japán, Laosz, Malajzia, Mianmar, Nepál, Oroszország, Szingapúr, Tajvan, Thaiföld és Vietnám területén honos.
Természetes élőhelyei a szubtrópusi és trópusi mangroveerdők, száraz erdők és mérsékelt övi erdők, folyók és patakok környékén, valamint ültetvények, vidéki kertek és városi környezet. Vonuló faj.

## Megjelenése
Testhossza 25 centiméter, testtömege 76-77 gramm.

## Életmódja
Rovarokkal táplálkozik.

## Természetvédelmi helyzete
Az elterjedési területe rendkívül nagy, egyedszáma viszont csökkenő, de még nem éri el a kritikus szintet. A Természetvédelmi Világszövetség Vörös listáján nem fenyegetett fajként szerepel.